# Посёлок совхоза «Глазковский»
со́вхоза «Глазко́вский» — посёлок в Мичуринском районе Тамбовской области России. Входит в состав Глазковского сельсовета. 

## География
Посёлок находится на расстоянии 29 км к северу от города Мичуринск, административного центра района, и 66 км к северо-западу от города Тамбов, административного центра области.

### Часовой пояс
Посёлок совхоза «Глазковский», как и вся Тамбовская область, находится в часовой зоне МСК (московское время). Смещение применяемого времени относительно UTC составляет +3:00.

## Население
| 1989 | 2002 | 2010 |
| ---- | ---- | ---- |
| 393  | ↘354 | ↗355 |

### Национальный состав
Согласно результатам переписи 2002 года, в национальной структуре населения русские составляли 96 % из 354 чел.